# Jim Matheos

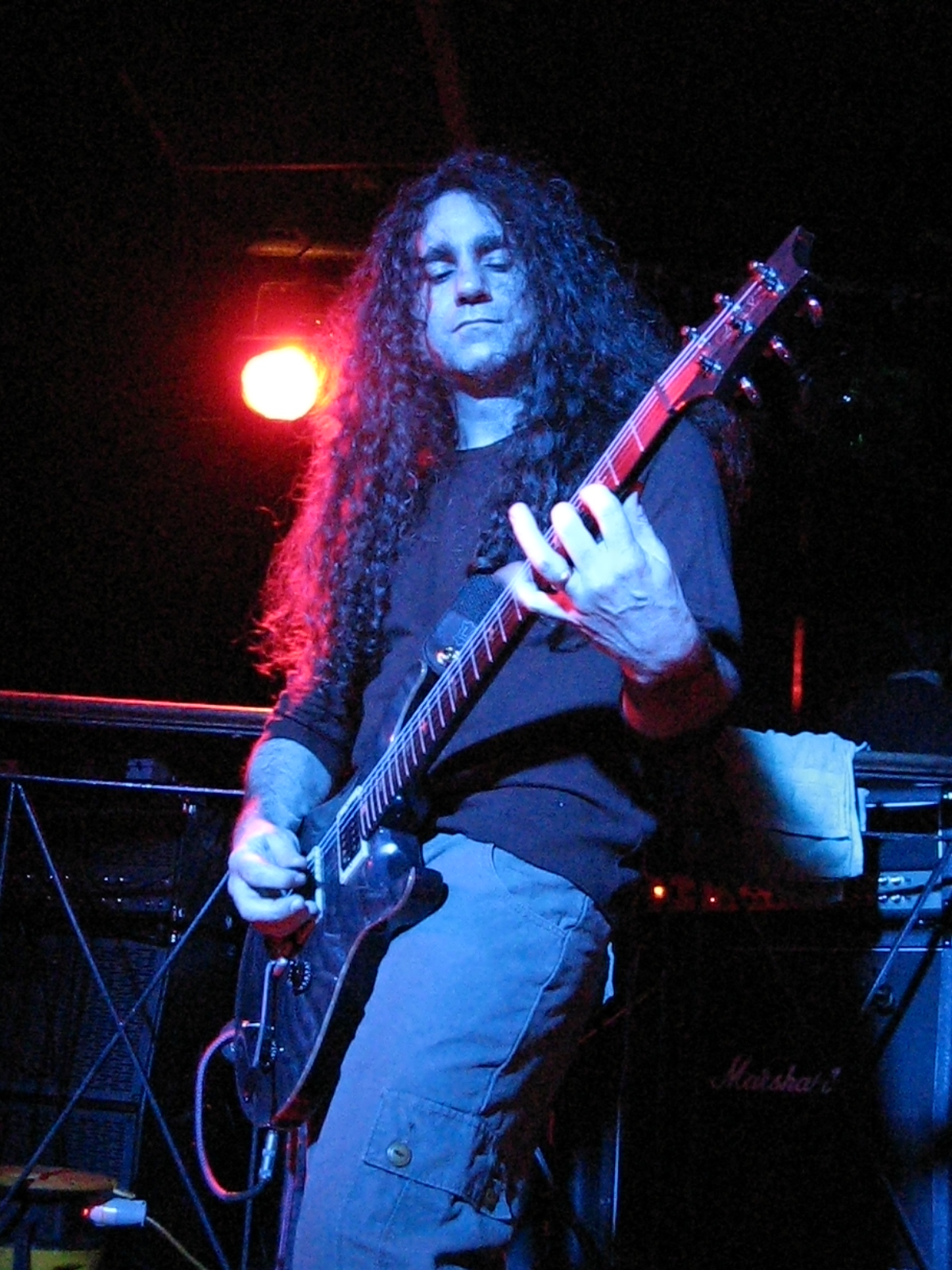
Jim Matheos

Jim Matheos ist ein US-amerikanischer Gitarrist, der v. a. als Gründungsmitglied von Fates Warning bekannt ist.

## Biografie
Er gründete Fates Warning 1982 mit John Arch, Victor Arduini, Joe DiBiase und Steve Zimmerman in Connecticut und ist heute das einzige verbleibende Gründungsmitglied in der Band. Neben Fates Warning ist er mit Kevin Moore in der Band OSI aktiv und arbeitete mit John Arch an dessen Solo-EP A Twist of Fate und am gemeinsamen Projekt Arch / Matheos. In unregelmäßigen Abständen veröffentlicht er auch Soloalben oder wirkt als Gastmusiker bei anderen Bands mit. Ausgehend von einem nicht für Fates Warning verwendeten Stück gründete er mit Lloyd Hanney von God Is an Astronaut das Ambient-Rock-Projekt Tuesday the Sky. Mit Steve Overland, Joey Vera und Simon Phillips bildete er zuletzt die Hard-Rock-Band Kings of Mercia.

## Diskografie

### Fates Warning
→ siehe Fates Warning#Diskografie

### OSI
→ siehe OSI (Band)#Diskografie

### Mit John Arch
- 2003: A Twist of Fate (EP)
- 2011: Sympathetic Resonance (als Arch / Matheos)
- 2019: Winter Ethereal (als Arch / Matheos)

### Mit Gordian Knot
- 2003: Emergent (als Gast)

### Mit Memories of Machines
- 2011: Warm Winter (als Gast)

### Mit Tuesday the Sky
- 2017: Drift
- 2021: The Blurred Horizon

### Mit Kings of Mercia
- 2022: Kings of Mercia

### Solo
- 1993: First Impressions
- 1999: Away with Words
- 2014: Halo Effect